# San Carlos (Pangasinán)
La ciudad de San Carlos  (Lungsod ng San Carlos - Ciudad ya San Carlos), antaño conocida como San Carlos de Binalatongán,  es un municipio filipino de tercera categoría, situado en la isla de Luzón. Forma parte de la provincia de Pangasinán situada en la Región Administrativa de Ilocos, también denominada Región I.

## Geografía
Situado en la margen derecha del río Agno, cerca de su desembocadura en el golfo de Lingayén ocupa el centro de la provincia  limitando con el sur del Área Metropolitana de Dagupán. Linda al norte con los municipios de Lingayén, de Binmaley y de Calasiao; al sur con los de Urbiztondo y Basista; al este con el de Malasiqui; y al oeste con los Bugallón y Aguilar.

### Barangays
El municipio  de San Carlos se divide, a los efectos administrativos, en 86 barangayes o barrios, conforme a la siguiente relación:
| - Abanon - Agdao - Anando - Ano - Antipangol - Aponit - Bacnar - Balaya - Balayong - Baldog - Balite del Sur - Balococ - Bani - Bocboc - Calle Bugallón-Posadas (Población) - Bogaoan - Bolingit - Bolosan - Bonifacio (Población) - Buenglat - Burgos-Padlan (Población) - Cacaritán | - Caingal - Calobaoán - Calomboyán - Capataán - Caoayán-Kiling - Cobol - Coliling - Cruz - Doyong - Gamata - Guelew - Ilang - Inerangán - Isla - Libas - Lilimasan - Longos - Lucban (Población) - Mabalbalino - Mabini (Población) - Magtaking - Malacañang - Maliwara | - Mamarlao - Manzón - Matagdem - Mestizo del Norte - Naguilayán - Nelintap - Padilla-Gómez (Población) - Pagal - Palaming - Palaris (Población) - Palospos - Pangalangán - Pangoloán - Pangpang - Paitan-Panoypoy - Parayao - Payapa - Payar - Bulevar Pérez (Población) - PNR Site (Población) - Polo - Bulevar Quezón (Población) | - Quintong - Avenida Rizal (Población) - Bulevar Roxas (Población) - Salinap - San Juan - San Pedro (Población) - Sapinit - Supo - Talang - Taloy (Población) - Tamayo - Tandoc - Tarece - Tarectec - Tayambani - Tebag - Turac - Calle de M. Soriano (Población) - Tandang Sora (Población) |  |

## Historia
La ciudad de San Carlos  fue antes conocida como Binalatongán.
Este nombre  se deriva de la abundancia de mongo (frijol mungo)  a lo largo de las riberas de los ríos.
En esta zona se hablaba el Caboloán, el dialecto original del  idioma pangasinense,  de origen malayo.

### Luyag na Caboloan
Binalatongán fue la capital de Luyag na Caboloan, un antiguo reino que abarcaba las actuales provincias de Tarlac, Zambales, Nueva Ecija, La Unión, Pangasinan, y Benguet. Este reino estaba gobernado por su rey Ari Kasikis.

### Período colonial
Desde el momento de su fundación por el fraile agustino Francisco de la Rama en 1587,  hasta mediados del siglo XIX fue  el núcleo más poblado de la provincia abarcando un tercio de su población.
Protagonista de los levantamientos famosos de Andrés Malong en 1660 y de Juan de la Cruz Palaris en 1762. En castigo por  estos levantamientos los españoles  cambiaron su nombre por el de San Carlos, en honor al rey Carlos III de España.

### La ciudad
En 1965, San Carlos alcanza la categoría de  ciudad.

### Patrimonio

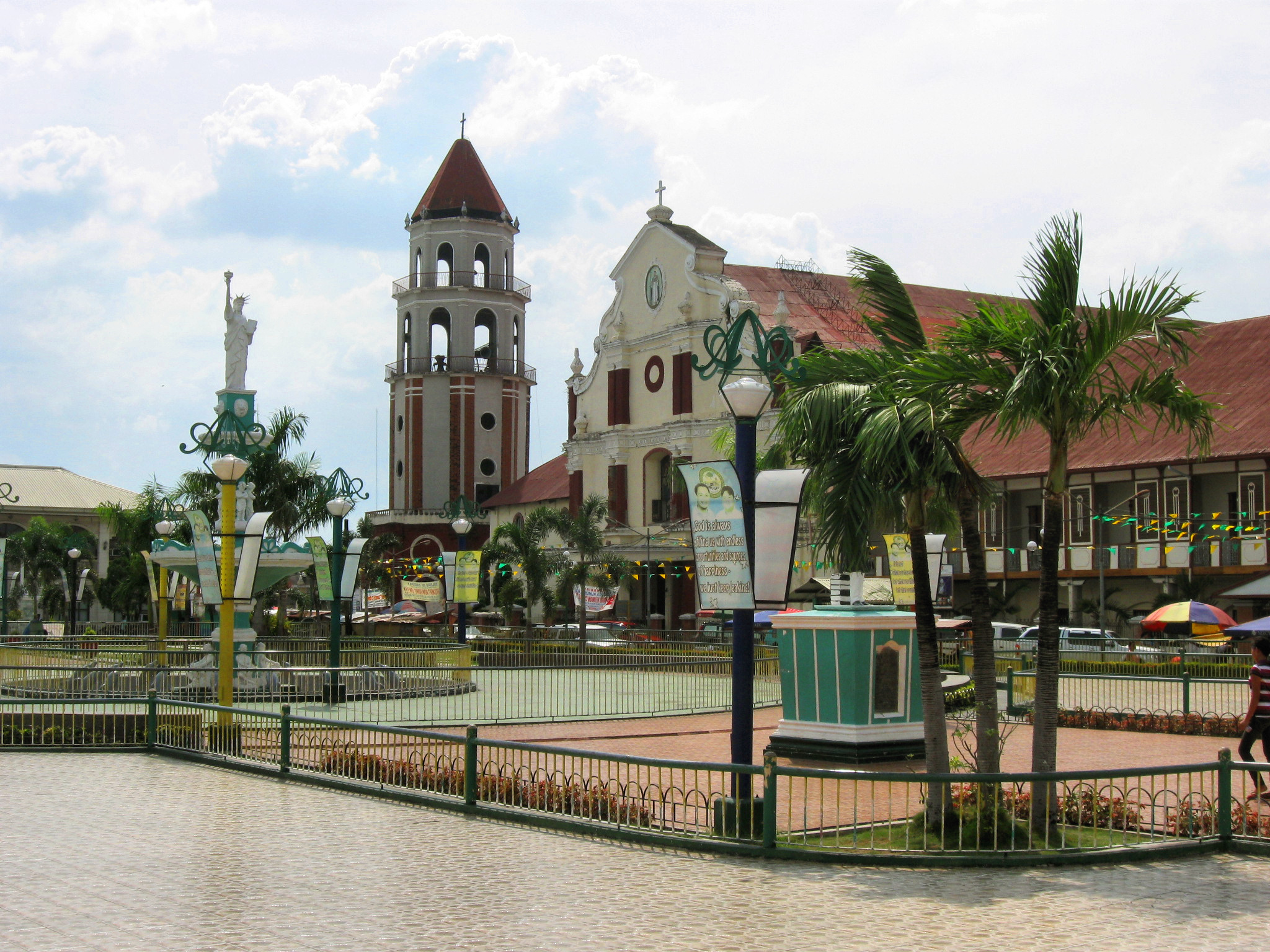
Iglesia de Santo Domingo en la plaza de San Carlos.

Iglesia parroquial católica bajo la advocación de Santo Domingo de Guzmán, que hoy se encuentra bajo la jurisdicción de  la Arquidiócesis  de Lingayen-Dagupán.